# Ngựa lùn Batak
Ngựa lùn Batak, còn được gọi là Ngựa lù Deli là giống ngựa của Indonesia. Giống ngựa này có nguồn gốc ở miền Trung Sumatra, nó được cho là có nguồn gốc từ ngựa Mông Cổ và Ngựa Ả Rập và liên tục được truyền phối với ngựa Ả Rập để cải thiện chất lượng của nó. Batak được chọn lọc bởi người Indonesia, và thường được sử dụng để nâng cấp chất lượng của ngựa và ngựa giống lùn trên những hòn đảo gần đó.

## Đặc điểm
Những con ngựa mảnh mai, nhưng vẫn mạnh mẽ và cường tráng. Nói chung, chúng rất tốt tính và "lỗi" duy nhất của giống ngựa này là chúng phải ăn cỏ trên các đồng cỏ nghèo dinh dưỡng. Các giống ngựa duy nhất của đất nước có chất lượng tốt hơn giớng ngựa này là Ngựa lùn Sandalwood. Ngựa Batak được coi là một giống ngựa rất sẵn sàng, và khá cứng rắn. Chúng có số đo trung bình khoảng 11,3 tay (47 inch, 119 cm) nhưng có thể đứng lên đến 13 tay (52 inch, 132 cm), và thường có màu nâu, nhưng có thể là bất kỳ màu nào.
Ngựa Batak đã từng được sử dụng làm động vật hiến tế cho các vị thần, nhưng bây giờ được sử dụng trong một nghề nghiệp ít khủng khiếp hơn, đóng vai trò làm một giống ngựa cưỡi. Máu Ả Rập làm cho nó có lòng dũng cảm khi cần thiết, nhưng ngựa giống này nhìn chung là đủ yên tĩnh cho trẻ em đi xe, với một tính khí tuyệt vời.